# Mandapa

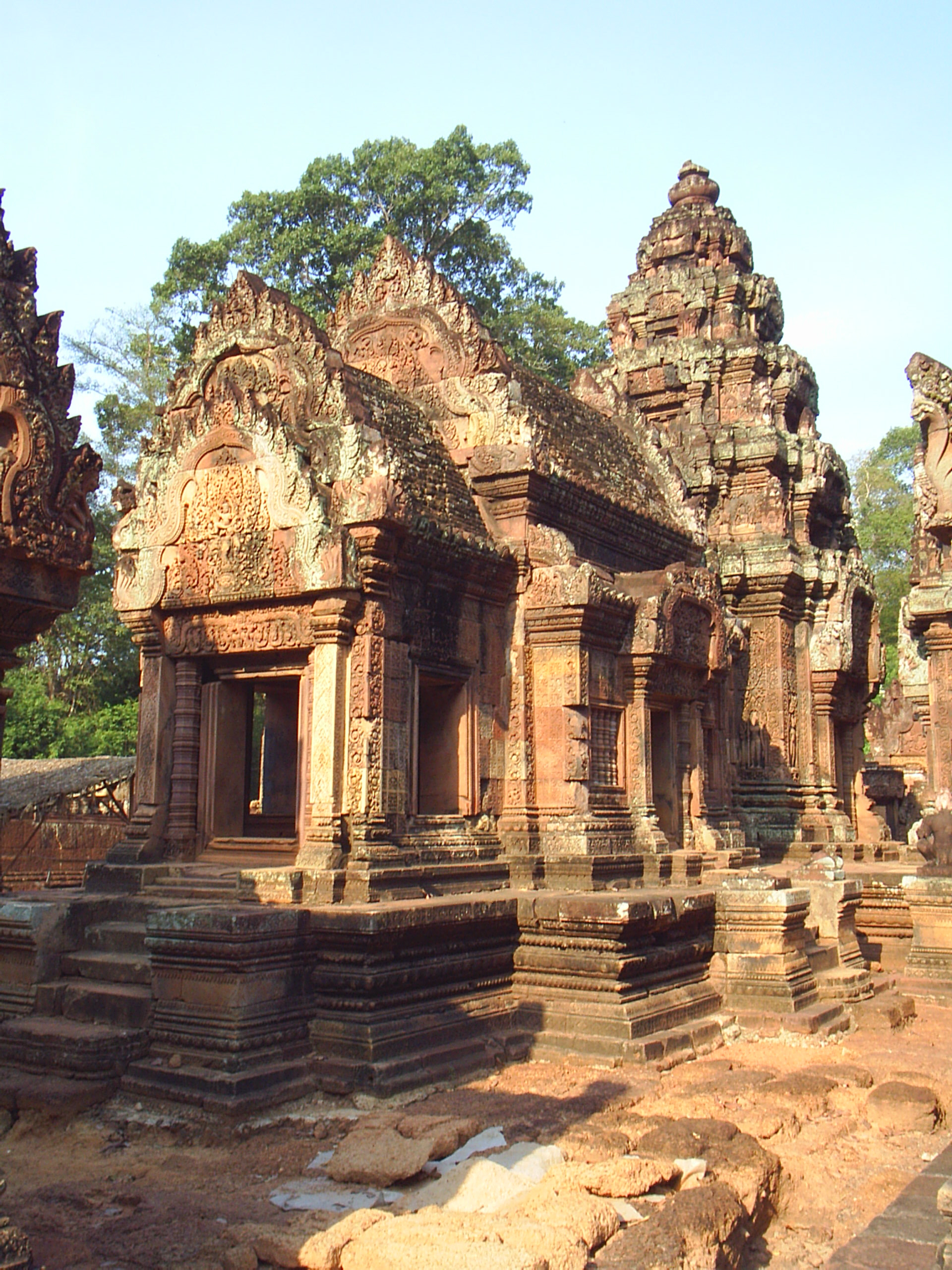
Mandapa, Banteay Srei, Angkor

Mandapa (pawilon) – hinduistyczny obiekt sakralny charakterystyczny dla południowych Indii, prawie zawsze z kolumnami (w liczbie nawet do tysiąca sztuk), w południowych Indiach najczęściej z płaskim dachem. Termin ten może oznaczać pomieszczenie poprzedzające świątynię, rodzaj narteksu oraz  sanktuaria i wolno stojące budynki na terenie świątynnym. Mandapy przyświątynne często wykorzystywane są do praktyki tańców religijnych do zgromadzeń wiernych. Określenie mandapa używane również w stosunku do indyjskich świątyń wykutych w skale.